# إطلاق النار في ناخون راتشاسيما 2020
إطلاق النار في ناخون راتشاسيما هو إطلاق نار جماعي حصل بالقرب من محافظة ناخون راتشاسيما في تايلاند، والمعروفة باسم كورات في الفترة من 8 إلى 9 فبراير 2020.
بدأت القصة عندما أطلق جندي من الجيش الملكي التايلندي النار على قائده واثنين آخرين في معسكر سوراثامثاك وهي القاعدة التي كان يتمركز بها، ثم سرق بندقية وبعض الأسلحة وعربة هامفي العسكرية متوجها صوب مركز تيرمنال 21 التجاري، حيث فتح النار على المدنيين، ثم أطلق النار على أنبوبة غاز طهي في المركز التجاري مما تسبب في انفجارها.
خلال الهجوم، نشر المشتبه به بث مباشر على موقع التواصل الاجتماعي للهجوم على حسابه على فايسبوك. بالإضافة إلى تحديثات وردود لحظية على متابعيه على حساباته في وسائل التواصل الاجتماعي.
أسفر الهجوم على قتل 29 شخصًا وإصابة 58 آخرين قبل أن يتدخل الجيش التايلاندي ويطلق عليه النار في نهاية المطاف. يعتبر الهجوم أعنف إطلاق نار جماعي في تاريخ تايلاند.

## إطلاق النار

### معسكر سوراثامثاك
بدأ إطلاق النار في حوالي الساعة 15:30 بالتوقيت المحلي في معسكر سوراتامبيثاك للجيش التايلاندي، عندما واجه المشتبه به الذي حدد على أنه الرقيب الرئيسي في الصف الأول ياكرابانث توما والبالغ من العمر 32 عامًا، قائده في المعسكر، والذي عُرف بأنه العقيد أنانثاروت كراساي، حيث أطلق عليه النار فقتله في مكان الحادث. بعد ذلك سرق ثوما بندقية هجومية من طراز HK33، مما أسفر عن مقتل جندي في هذه العملية. ثم سرق سيارة همفي وأصاب سائقها. نجا توما من إطلاق النار بعد مواجهة ضابطي شرطة واثنين من المدنيين وأطلق النار عليهما فأصابهما بجروح. وأصيب الضباط بعدة جروح نتيجة طلقات نارية في أرجلهم وظهورهم.

### مول محطة 21
بعد هروب القاتل من المعسكر، بدأ إطلاق النار في الشارع وخارج أحد المعابد البوذية القريبة. ثم وصل ياكرابانث ثوما إلى مركز التسوق تيرمنال 21 حيث غادر السيارة وبدأ بإطلاق النار على الناس قبل تفجير اسطوانة غاز الطهي في السوق. قتل ما لا يقل عن 21 مدنياً، توفي أربعة منهم في المستشفى. ثم أخذ ستة عشر رهينة داخل المركز التجاري في الطابق الرابع. بث المسلح مقطع فيديو مباشر على خدمة فيسبوك مباشر أثناء الحصار وشارك الصور الفيديوهات على صفحة ملفه الشخصي، على الرغم من أن فيسبوك قد أوقف حسابه في النهاية.
اقتحم ضباط الشرطة والجنود المركز التجاري وطالبوا ثوما بالاستسلام، ورد عليهم بفتح النار، مما أسفر عن مقتل شرطي وإصابة ثلاثة آخرين. ظل ثوما في الداخل لعدة ساعات، وأحضرت والدتهِ إلى مكان الحادث من قبل السلطات في محاولة لإقناعه بالاستسلام.
في يوم الأحد 9 فبراير وفي الساعة 9:22 صباحًا بالتوقيت المحلي، أعلنت الشرطة الملكية التايلاندية مقتل الجاني بالرصاص على أيدي قوات الشرطة.

## المنفذ
منفذ الهجوم هو الرقيب أول من الدرجة الأولى جاكرابانث ثوما (بالتايلندية الصوتية: Chakkraphan Thomma، أبريل 1988 - 9 فبراير 2020) ولد ثوما في محافظة تشايافوم. عمل في قاعدة سوراتهام فيثاك العسكرية حيث وقع إطلاق النار الأول. تلقى تدريبًا سابقًا كضابط صف وكان هدافًا محترفًا.
قال معارف القناص إنه كان مستاءً من تعرضه للخداع من صفقة عقارات خاصة، وأيضًا لعدم إعادت أمواله من قبل الضابط القائد العقيد أنانتاروت كراساي كراسي ووالدة كراسي، واللذان قتلا بالرصاص في الهجوم. خلال البث المباشر لإطلاق الرصاص صاح الرجل «أنا غني من الغش والحاحة إلى الناس... هل يعتقدون أنه يمكنهم أخذ المال لإنفاقه في الجحيم».

## استخدام وسائل التواصل
نشر المشتبه به على وسائل التواصل الاجتماعي خلال هجومه عدة رسائل، وسأل في الفيسبوك ما إذا كان ينبغي أن يستسلم. وكان قد نشر في السابق صورة لمسدس ورصاص، وقال "لقد حان الوقت للتسوق" وأضاف: "لا أحد يستطيع تجنب الموت". قامت فيسبوك بإلغاء الصفحة وقالت: "قلوبنا مع الضحايا وعائلاتهم والمجتمع المتضرر من هذه المأساة في تايلاند. وأضافوا: لا يوجد مكان على فيسبوك للأشخاص الذين يرتكبون هذا النوع من الفظائع، ولا نسمح للناس للإشادة بالقاتل أو دعم هذا الهجوم.

## انتقادات

### نقد التغطية الإعلامية
تم تغطية أحداث إطلاق النار في البداية كإذاعة مباشرة بالقرب من مكان الحادث من قبل المذيعين التايلانديين، والتي تلقت انتقادات عامة وحكومية، رُبما لتزويد المسلح بمعلومات عن تحركات السلطات التي تتدخل في مكان الحادث. دعا منظم البث التلفزيوني التايلاندي إلى عقد اجتماع مع ممثلي المحطات التلفزيونية لمناقشة البث المباشر للحصار. صرح الأمين العام لتنظيم البث التلفزيوني بأنه أمر جميع المحطات التلفزيونية بالتوقف عن البث المباشر للموقف وعدم نشر أي معلومات أخرى يمكن أن تعوق تصرفات السلطات عن التدخل، وأصدرت تحذيرات وقال إن تجاهلها من بعض المحطات سيؤدي إلى تأنيب وعقاب شديدين.

### نقد الجيش والحكومة
في أعقاب إطلاق النار، كانت الحكومة التي يديرها الجيش هدفًا للغضب، حيث انطلق هاشتاقان على موقع تويتر بعنوان: «إصلاح الجيش» "Reform the Military" و«برايوث ريب» "PrayuthRIP" وجصلا على ترند في قائمة موضوعات تويتر. على وجه الخصوص، تعرضت الحكومة لانتقادات لأنها كانت غير قادرة على منع أحد جنودها من سرقة الأسلحة بسهولة وارتكاب إطلاق النار، على الرغم من سيطرتها الواسعة على السياسة والمجتمع التايلندي. ومن المفارقات أنه في يناير عام 2020، ادعى الجنرال التايلاندي أبيرات كونجسومبونج أن الجيش قد نفذ قوانين جديدة تجعل من المستحيل على الأشخاص الذين يفتقرون إلى النية سرقة الأسلحة من الجيش.

## أنظر أيضاً
- هجوم نونغ بوا لامفو 2022